# Ujskoje
Ujskoje (ros. Уйское) – wieś (sieło) w Rosji, w obwodzie czelabińskim, ośrodek administracyjny rejonu ujskiego. W 2010 liczyła 7352 mieszkańców.

## Urodzeni
- Aleksandr Tichonow – radziecki biathlonista.